# Bet

Fenickie bet

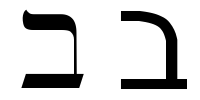
Litera bet w kroju pisma (kolejno od prawej do lewej): nowoczesnym bezszeryfowym i tradycyjnym

Bet (ב , ب‍ , ܒ) – druga litera alfabetów semickich, m.in. alfabetu fenickiego, hebrajskiego i syryjskiego.

## Bet w języku hebrajskim
Litera ב oznacza dźwięk b lub w, jak np.
bar בר lub chalaw (mleko) חלב
W zapisie zwięzłym (כתיב חסר, trb. ktiw chaser) dźwięk [b] oznaczany jest poprzez wpisanie w środek litery specjalnej kropki, zwanej dagesz (דגש). Jeżeli bet nie zawiera dagesz, odczytywana jest jak [w]. W pisowni pełnej (כתיב מלא, trb. ktiw male) (bez wokalizacji) bet może zostać odczytane na oba sposoby.